# جيمس رايلي
جيمس رايلى كان قائد سفينة التجارة الأمريكية.قاد طاقم سفينته عبر الصحراء الكبرى بعد أن تحطمت بهم السفينة على ساحل غرب أفريقيا, وقام بتدوين تفاصيل تلك المحنة في كتاب عام 1816.
تم نشر الكتاب عام 1817 بعنوان: معانات في أفريقيا، اليوميات المذهلة لقبطان بحرى من نيو إنجلاند تم استعباده في شمال أفريقيا العربية.

## القصة
تحطمت السفينة بجيمس رايلى وطاقمه على شواطئ غرب أفريقيا.ضاعوا في عالم غريب عليهم، وأحس كابتن رايلى بالمسئولية عن طاقم سفينته في هذا العالم المجهول له.
تم القبض عليهم جميعا بواسطة السكان الأصليين وأخذوا كعبيد، وعوملوا معاملة شنيعة عانوا بسببها الأمرين واضطروا لشرب بولهم وبول الإبل.
و حينما دنا الأجل من أحد رجاله، دخل رجلان عربيان متعلمان المخيم.و تسول منهم رايلى الماء، فتح رايلى فمه ل سيدى حامد ليريه كم هو جاف ويحس بالعطش الشديد، سأله سيدى حامد إذا كان هو الريس (الكابتن) فهز راسه موافقا على كلامه، فأشار سيدى حامد لأخيه ليعطى رايلى بعضا من الماء، رفض الأخ إعطاء رايلى الماء وحاول طرده من الخيمة ولكن سيدى حامد منعه من القيام بذلك وأعطى ماء لرايلى، شرب رايلى بعضا منه واخذ يدعوا لهم ويشير للسماء كناية عن احساسه بالجميل وحاول أن يأخذ بعضا من هذا الماء لرفيقه الذي قارب على الموت، ولكن سيدى حامد رفض ولكن بعد أن رأى حرص رايلى على رجاله أكبره في نفسه وسمح له بأخذ الماء لرفيقه جيمس كلارك. بعد هذه الحادثة أحس رايلى ببصيص من الأمل واحس أن هذا الرجل العربى الطيب يمكنه مساعدته، فتشجع وذهب اليه وأخذ معه في نقاش طويل، كان مراد رايلى أن يقوم سيدى حامد بشراؤه وشراء طاقم سفينته، مع وعد أنه هناك أناس سيدفعون لسيدى حامد بسخاء نظير توصيلهم لمدينة مغربية وهناك يتم إطلاق سراحهم.سيدى حامد أخبره أنه موافق على ذلك ولكن إذا ثبت له كذب رايلى في عدم الوفاء بوعده فإنه سيقوم بذبحه، واخبره بذلك عن طريق تمرير ابهامه على رقبته., وسيقوم ببيع رفاقه بثمن بطانية وافق رايلى وبالحقيقة لم يكن رايلى يعرف أحدا في تلك المدينة.أختار سيدى حامد الطاقم القادر على تحمل مشاق الرحلة وابتاعهم جميعا، وابتدأت رحلة اجتياز الصحراء لأكثر من 800 ميل في مساحات مخفوفة بالمخاطر وأحيانا قطاع الطريق ورجال الطوارق.
كان اجتياز الصحراء يمثل معاناة حقيقة للجميع، تساوى في ذلك السيد والعبد، لقلة الطعام والماء وبالنسبة للأمريكان المأسورين والذين كانوا يتضورون جوعا وعطشا كان الأمر أقسى، وخلال تلك الرحلة الطويلة كان دوما رايلى يذكر سيدى حامد بأنه سيدفع له نظير ذلك وأن هناك أناس ينتظرون عودته، وفي كل مرة كان سيدى حامد يخبر رايلى بأنه سيقطع رقبته لو ثبت كذبه.
وفي النهاية وصلوا للمدينة واستراحو عند صديق ل سيدى حامد وطلب سيدى حامد من رايلى كتابة خطاب يذهب به إلى صديقه بالمدينة للحصول على المال اللازم لإطلاق سراحهم، وأسقط في يد رايلى واضطر لكتابة خطاب استعطاف لمن يقرأه يخبره فيه عن حالته وحالة طاقمه والمصير المنتظر لو لم يتم دفع المال اللازم لشرائهم.
أخذ سيدى حامد الخطاب وذهب للمدينة وعلى مدخل المدينة قابل أحد العاملين وسأله عن حاكم المدينة، لحسن حظ رايلى لم يعرف العامل مقصده فأخذه للرجل الذي يعمل عنده وكان تاجر بريطانى يدعى ويليام ويلشاير، من أثرياء التجار، اعطاه سيدى حامد الخطاب وقرأه ووافق على دفع المال لشرائهم، وأحضرهم للمدينة واستقبلهم وأكرم وفادتهم.
قام رايلى بإرسال الطاقم إلى أمريكا وبقى هو في المدينة لبضعة أيام، ووعد سيدى حامد رايلى بالبحث عن بقية طاقمه المفقود، عاد رايلى بعدها لأمريكا واجتمع شمله مع زوجته وأطفاله الخمسة وسمى طفلا أنجبه فيما بعد باسم سيدى حامد وطفل أخر باسم ويليام، بعدها بفترة عاد اثنان من طاقمه المقود، وسمع هو أخبار عن عربيان قتلا رجما بالحجارة وكان رايلى متأكدا أن هذين هما الأخوين قتلا في سعيهما للوفاء بوعد سيدى حامد له.

## الخاتمة
رايلى مات في سن الأربعين في البحر متأثرا بفترة مرضية رهيبة.
باقى طاقمه مات بسبب التعقيدات والصعوبات التي واجهوها في صحراء أفريقيا.
آخر أفراد طاقم سفينته بقى على قيد الحياة كان رجل في المقصورة والذي توفى عن عمر يناهز الثانية والثمانين.

## التأثير
هذه القصة عن اليأس والامل أثرت في بعض من الناس ذوى العقول المتقدة في التاريخ، عندما قام ابراهام لنكولن بوضع قائمة الكتب الأكثر تأثيرا عليه، كان كتاب معانات في أفريقيا لجيمس رايلى من أولهم.

## روابط متعلقة
- كتاب معانات في أفريقيا للكابتن جيمس رايلى على أمازون.
- هياكل عظمية في الصحراء، قصة حقيقة عن البقاء على قيد الحياة كتاب على أمازون.
- جزء من شهادة الكابتن جيمس رايلى.